# Tom Felton
Tom Felton, właśc. Thomas Andrew Felton (ur. 22 września 1987 w Epsom) – brytyjski aktor i muzyk. Międzynarodową popularność zyskał dzięki występowaniu w roli Draco Malfoya w serii filmów o Harrym Potterze.

## Życiorys

### Rodzina i edukacja
Urodził się 22 września 1987. Jest najmłodszym dzieckiem Petera Feltona i jego żony Sharon z domu Anstey; jego ojciec jest inżynierem, a matka była sprzątaczką. Gdy miał 12 lat, jego rodzice rozstali się po 25 latach małżeństwa. Dorastał w Surrey z trzema starszymi braćmi: Jonathanem, Christopherem i Ashleyem. Jego dziadkiem ze strony matki był geofizyk Nigel Anstey.
Do 11. roku życia uczęszczał do Cranmore, prywatnej szkoły dla chłopców, następnie przeniósł się do Howard of Effingham. W okresie pracy nad filmami o Harrym Potterze, przez jakiś czas pobierał prywatne lekcje na planie zdjęciowym, po czym kontynuował naukę w szkole publicznej.

### Kariera zawodowa
Gdy był dzieckiem, występował w chórze w kościele św. Mikołaja w Bookham oraz uczęszczał na zajęcia kółka teatralnego w Fetcham Village Hall. W wieku siedmiu lat został aktorem agencji Abacus i niedługo później zaczął występować w reklamach telewizyjnych. Jako aktor filmowy zadebiutował rolą Groszka w filmie Petera Hewitta Pożyczalscy (1997), a na potrzeby występu w filmie odbył szkolenie kaskaderskie. Jego kolejną rolą była postać Louisa w filmie Anna i król. Dorabiał, pracując jako bileter i parkingowy na łowiskach ryb w Burry Hill w Surrey. 
Międzynarodowy rozgłos zyskał dzięki roli Draco Malfoya we wszystkich ekranizacjach książek o Harrym Potterze, które zostały nakręcone w latach 2001–2011. Za role w Księciu Półkrwi i w Insygniach Śmierci (cz. 1) otrzymał nagrodę MTV Movie Awards dla najlepszego czarnego charakteru.
W międzyczasie wystąpił w niskobudżetowym filmie Zniknięcia (2008). Po zakończeniu prac nad serią Harry Potter zagrał m.in. w hollywoodzkim obrazie Geneza planety małp (2011) oraz odegrał główną rolę wicehrabiego Trencavela w miniserialu Labirynt (2012). Wystąpił także w serialach telewizyjnych, m.in. w roli Ericha Blunta w Z premedytacją (2014). Wystąpił również w dwóch słuchowiskach radiowych w BBC Radio 4: jako Ioeth w The Wizard of Earthsea i Herakles w Here’s to Everyone. Od 2017 roku gra Juliana Alberta w serialu Flash.
W 2022 zadebiutował jako aktor teatralny, grając Sama w spektaklu 2:22 A Ghost Story wystawianym na West Endzie. W październiku 2022 wydał autobiografię pt. Beyond the Wand: The Magic and Mayhem of Growing Up a Wizard (pol. Tom Felton. Autobiografia. Po drugiej stronie różdżki), do której wstęp napisała aktorka Emma Watson, wieloletnia przyjaciółka Feltona. Aktor w książce opisał swoje doświadczenia z dorastania na planach filmowych i późniejszych próbach odnalezienia się w dorosłym życiu po występie w ekranizacji Harry'ego Pottera.

### Życie prywatne
Mieszkał w Surrey w Anglii. Następnie zamieszkał w Londynie.
Angażuje się w działalność charytatywną.
Odbył terapię odwykową z uwagi na uzależnienie od alkoholu i środków odurzających.

## Filmografia
- 1997: Pożyczalscy (The Borrowers) jako Groszek (Peagreen Clock)
- 1999: Anna i król (Anna and the King) jako Louis Leonowens
- 2001: Harry Potter i Kamień Filozoficzny (Harry Potter and the Philosopher’s Stone) jako Draco Malfoy
- 2002: Harry Potter i Komnata Tajemnic (Harry Potter and the Chamber of Secrets) jako Draco Malfoy
- 2004: Harry Potter i więzień Azkabanu (Harry Potter and the Prisoner of Azkaban) jako Draco Malfoy
- 2005: Harry Potter i Czara Ognia (Harry Potter and the Goblet of Fire) jako Draco Malfoy
- 2007: Harry Potter i Zakon Feniksa (Harry Potter and the Order of the Phoenix) jako Draco Malfoy
- 2008: The Disappeared jako Simon
- 2009: Harry Potter i Książę Półkrwi (Harry Potter and the Half-Blood Prince) jako Draco Malfoy
- 2010: Harry Potter i Insygnia Śmierci. Część I (Harry Potter and the Deathly Hallows. Part I) jako Draco Malfoy
- 2010: White other jako Ray Marsden
- 2010: Idol z piekła rodem (Get Him to the Greek) jako on sam
- 2011: Harry Potter i Insygnia Śmierci. Część II (Harry Potter and the Deathly Hallows. Part II) jako Draco Malfoy
- 2011: Geneza planety małp (Rise of the Planet of the Apes) jako Dodge Landon
- 2011: From The Rough jako Edward
- 2012: Zjawy (The Apparition) jako Patrick
- 2013: In Secret jako Camille Raquin
- 2014: Z premedytacją jako Erich Blunt
- 2014: Against the Sun jako Tony Pastula
- 2016: The Flash jako Julian Albert / Alchemy
- 2016: Zmartwychwstały jako Lucius
- 2016: Wilk w owczej skórze jako Szary (głos, angielski dubbing)
- 2017: Feed jako Matt
- 2017: John Stratton jako Cummings
- 2018: Ofelia jako Laertes
- 2019: Braking for Whales jako Brandon Walker
- 2020: Poradnik łowczyni potworów(inne języki) jako Grand Guignol
- 2022: Save the Cinema jako Richard Goodridge